# Символи префектури Хіросіма

## Символи префектури
|         |  |  |        |
| Емблема |  |  | Прапор |

- Емблема префектури

Емблема префектури Хіросіма — стилізоване зображення знаку ヒ (хі), силабічної японської абетки катакана, з якого починається слово «Хіросіма» (ヒロシマ). Емблема вписана у коло, символ гармонійності і згуртованості жителів префектури. Затверджена 16 липня 1968 року префектурною постановою № 572. Інколи емблема префектури називається «префектурним гербом».
- Знак-символ префектури

Окремий знак-символ префектури Хіросіма відсутній. Зазвичай, емблема використовується як знак-символ префектури.
- Прапор префектури

Положення про прапор префектури Хіросіма були затверджені разом із постановою про емблему префектури 16 липня 1968 року. Відповідно до неї, співвідношення сторін прапора дорівнює 2 до 3. У центрі розміщується емблема префектури, яка дорівнює 3/5 висоти полотнища. Колір прапора — бордовий, а емблеми — білий. 
- Дерево префектури

Японський клен (Acer palmatum) поширений на всій території префектури Хіросіма. Сандан-кьо, Тайсяку-кьо і Міядзіма є найбільш мальовничими місцями, де ростуть ці дерева. Восени листя клену міняє колір, приваблюючи місцевих мешканців та іноземних туристів. Клен затверджено деревом префектури Хіросіма 12 вересня 1966 року.
- Квітка префектури

Квітка-символ префектури Хіросіма відсутня. Замість квітки використовується листя японського клену, яке червоніє восени і нагадує квіти.　
- Птах префектури

Птахом-символом є червонозоба гагара (Gavia stellata), яку можна побачити кожної зими на узбережжі Внутрішнього Японського моря, особливо околицях острова Тойосіма префектури Хіросіма. Гагара була затверджена птахом префектури 13 липня 1964 року
- Морський символ префектури

Устриця вважається символом префектури Хіросіма. Остання займає перше місце за вирощуванням цього продукту і славиться на всю Японії різноманітними стравами з устриць.